# Tristan Muyumba
Tristan Muyumba Nkita (Parigi, 7 marzo 1997) è un calciatore francese, centrocampista dell'Atlanta United.

## Biografia
È nato in Francia da genitori di origine congolese.

## Caratteristiche tecniche
Gioca come centrocampista difensivo.

## Carriera

### Club
Muyumba è cresciuto nel settore giovanile del Monaco, con cui ha firmato il primo contratto professionistico nell'estate del 2016. Ha debuttato in prima squadra il 26 aprile 2017 giocando titolare nell'incontro di Coppa di Francia perso 5-0 contro il Paris Saint-Germain ed il 30 giugno successivo è stato ceduto in prestito per una stagione al Cercle Bruges, in seconda divisione belga.
Rientrato in Francia, ha trascorso una stagione e mezza con la formazione B prima di passare a titolo definitivo al Tolone nel gennaio del 2020. Sei mesi dopo ha firmato con il Guingamp, inizialmente assegnato alla squadra B. Le buone prestazioni hanno portato alla promozione in prima squadra a metà stagione ed il 2 marzo 2021 ha giocato il suo primo incontro di Ligue 2, contro il Clermont Foot. Ha segnato il suo primo gol nel calcio professionistico il 15 maggio nel successo esterno per 2-0 sul Niort. Titolare indiscusso nelle due successive stagioni, il 6 luglio 2023 si è trasferito in MLS dove ha firmato un quadriennale con l'Atlanta United. Ha debuttato con il club statunitense il 21 agosto nell'incontro di MLS vinto 2-0 contro il Seattle Sounders ed il 16 settembre ha trovato il primo gol con la nuova maglia nel successo per 5-2 sull'Inter Miami.

### Nazionale
Nel 2020 ha giocato con la Francia Under-17.

## Statistiche

### Presenze e reti nei club
Statistiche aggiornate al 16 maggio 2024.
| Stagione        | Squadra         | Campionato      | Campionato | Campionato | Coppe nazionali | Coppe nazionali | Coppe nazionali | Coppe continentali | Coppe continentali | Coppe continentali | Altre coppe | Altre coppe | Altre coppe | Totale | Totale | Totale |
| Stagione        | Squadra         | Comp            | Pres       | Reti       | Comp            | Pres            | Reti            | Comp               | Pres               | Reti               | Comp        | Pres        | Reti        | Pres   | Reti   |        |
| --------------- | --------------- | --------------- | ---------- | ---------- | --------------- | --------------- | --------------- | ------------------ | ------------------ | ------------------ | ----------- | ----------- | ----------- | ------ | ------ | ------ |
| 2015-2016       | Monaco 2        | CFA             | 4          | 0          |                 | -               | -               |                    | -                  | -                  |             | -           | -           | 4      | 0      |        |
| 2016-2017       | Monaco 2        | CFA             | 28         | 4          |                 | -               | -               |                    | -                  | -                  |             | -           | -           | 28     | 4      |        |
| 2016-2017       | Monaco          | L1              | 0          | 0          | CF+CdL          | 1+0             | 0               |                    | -                  | -                  |             | -           | -           | 1      | 0      |        |
| 2017-2018       | Cercle Bruges   | D2              | 1          | 0          | CB              | 0               | 0               |                    | -                  | -                  |             | -           | -           | 1      | 0      |        |
| 2018-2019       | Monaco 2        | N2              | 19         | 0          |                 | -               | -               |                    | -                  | -                  |             | -           | -           | 19     | 0      |        |
| 2019-gen. 2020  | Monaco 2        | N2              | 0          | 0          |                 | -               | -               |                    | -                  | -                  |             | -           | -           | 0      | 0      |        |
| gen.-giu. 2020  | Tolone          | N1              | 7          | 0          | CF              | 0               | 0               |                    | -                  | -                  |             | -           | -           | 7      | 0      |        |
| 2020-2021       | Guingamp 2      | N2              | 9          | 1          |                 | -               | -               |                    | -                  | -                  |             | -           | -           | 9      | 1      |        |
| 2020-2021       | Guingamp        | L2              | 4          | 1          | CF              | 0               | 0               |                    | -                  | -                  |             | -           | -           | 4      | 1      |        |
| 2021-2022       | Guingamp        | L2              | 31         | 3          | CF              | 2               | 0               |                    | -                  | -                  |             | -           | -           | 33     | 3      |        |
| 2022-2023       | Guingamp        | L2              | 35         | 0          | CF              | 0               | 0               |                    | -                  | -                  |             | -           | -           | 35     | 0      |        |
| 2023            | Atlanta United  | MLS             | 13         | 1          | USCup           | 0               | 0               |                    | -                  | -                  | LC          | 1           | 0           | 13     | 1      |        |
| 2024            | Atlanta United  | MLS             | 12         | 0          | USCup           | 0               | 0               |                    | -                  | -                  | LC          | 0           | 0           | 12     | 0      |        |
| Totale carriera | Totale carriera | Totale carriera | 163        | 10         |                 | 3               | 0               |                    | -                  | -                  |             | 1           | 0           | 167    | 10     |        |